# Gran hambruna de Tenmei

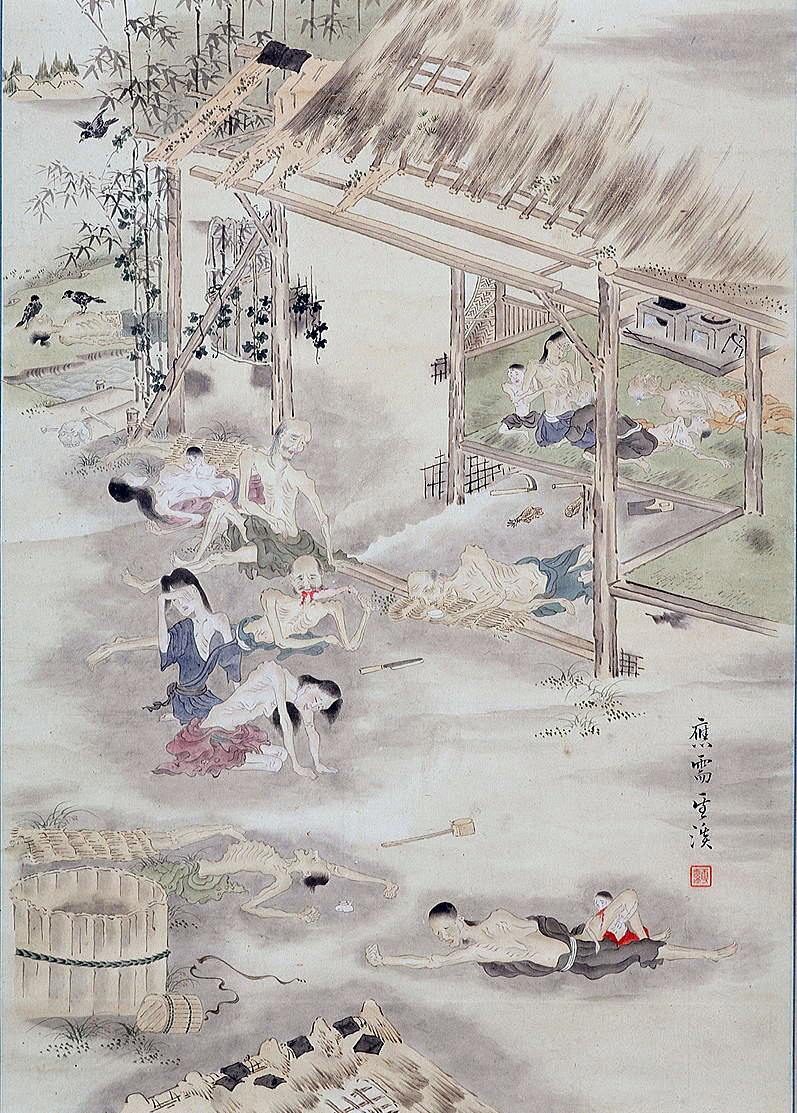
Gran hambruna de Tenmei

La gran hambruna de Tenmei (en japonés: 天明の大飢饉) fue una hambruna que afectó a Japón durante el período Edo. Se considera que comenzó en 1782 y duró hasta 1787. Los efectos de la hambruna fueron especialmente severos en la región de Tohoku. La hambruna mató a más de 900.000 personas.